# Fashion House
Fashion House è una telenovela statunitense. La serie ha debuttato il 5 settembre 2006 e si è conclusa il 5 dicembre 2006. Venne prodotta dalla Twentieth Television con i registi David Hogan, Alex Hennech, Jim Slocum e Jeremy Stanford.
La telenovela è focalizzata sull'avidità, la lussuria e l'ambizione che circonda un cambio di gestione aziendale della società più in vista del business della moda. Ha come protagonista l'attrice, Bo Derek, capo spietato del business, e da Morgan Fairchild, suo rivale. Lo show venne ricordato più per le sue storie d'amore, di passione e di dramma. La 20th Century Fox Home Entertainment non ha annunciato l'intenzione di pubblicare questa serie su DVD.
La serie ha preso spunto dalla telenovela cubana Salir de Noche, prodotta dalla Miami Xystus. La versione americana è ambientata a Los Angeles, ed è stata prodotta dalla Stu Segall Productions di San Diego. Il logo venne disegnato su un'idea del regista Chris Hoffman.
Nella sua settimana di debutto ha ottenuto un'audience modesta, in media 1.300.000 spettatori.

## Episodi
| Stagione       | Puntate | Prima TV Argentina | Prima TV Italia |
| -------------- | ------- | ------------------ | --------------- |
| Prima stagione | 65      | 2006               | 2007            |